# 鄭仲恒 (區議員)
鄭仲恒（英語：Osman Cheng Chung-hang，1989年—），馬鞍山守護線成員，曾任香港沙田區議會鞍泰選區議員。

## 朱經緯事件
鄭仲恒是朱經緯事件中的受害人，後來他計劃提出私人檢控，最終令律政司落案起訴朱經緯，令朱被判監三個月。

## 參選區議會
2019年11月24日，鄭仲恒首次參與區議會換屆選舉，在鞍泰選區以4,419票，大勝得3,163票的招文亮，和充當鄭的Plan B，得53票的湯子霈，成功當選。

## 外部連結
- Osman Cheng 鄭仲恒Facebook專頁 （页面存档备份，存于）